# Catalina Bono
Catalina Bono Zárate (Viña del Mar, 23 de julio de 1983) es una actriz y cantante chilena.

## Biografía
Estudió en el colegio St. Margaret's School de su ciudad natal. Saltó a la fama en 2003, cuando participó en el primer reality show de Chile, producido y transmitido por Canal 13, llamado Protagonistas de la fama. En este show conoció a Francisco Moller con el que está casada actualmente desde octubre de 2010; finalmente, fue la ganadora del programa, junto a Álvaro Ballero.
Gracias a su triunfo en Protagonistas de la fama pudo iniciar una carrera actoral, actuando en dos telenovelas: Hippie y Quiero (si tu quieres), ambas de Canal 13. Además ingresó a estudiar actuación en Duoc UC, donde montó junto con otros compañeros la obra teatral Crónicas de días enteros y noches enteras (dirigida por el actor Sebastián Dahm). Asimismo, participó en el montaje del clásico musical West Side Story, producido por Duoc UC, la Universidad Estatal de Nueva York y el Instituto Profesional Projazz.
También ha tenido una pequeña carrera como cantante, grabando un disco homónimo y participando como invitada (no como participante) en el segundo reality show de Canal 13, Protagonistas de la música, que buscaba a talentos musicales. Colaboró con Fernando Ubiergo en el tema «Ojos mojados» que interpretan en dúo.
En 2010 se muda a Madrid, España, donde reside hasta el presente y continúa desarrollando su carrera musical con el lanzamiento del disco Cae el mar (septiembre de 2017), bajo el sello Martin Music.

## Filmografía

### Telenovelas
| Año  | Teleserie             | Personaje         | Canal    |
| ---- | --------------------- | ----------------- | -------- |
| 2004 | Hippie                | Paula Kusevic     | Canal 13 |
| 2004 | Quiero                | Pilar Escobar     | Canal 13 |
| 2009 | Los exitosos Pells    | Nadia Quevedo     | TVN      |
| 2009 | Los ángeles de Estela | Marcela Astudillo | TVN      |

### Series y programas de televisión
| Año  | Programa                   | Canal    | Notas                          |
| ---- | -------------------------- | -------- | ------------------------------ |
| 2003 | Protagonistas de la fama   | Canal 13 | Reality Show                   |
| 2003 | Protagonistas de la música | Canal 13 | Reality Show, Artista invitada |

### Obras teatrales
| Año  | Obra                                      |
| ---- | ----------------------------------------- |
| 2006 | Crónicas de días enteros y noches enteras |
| 2007 | West Side Story                           |

## Discografía
| Año  | Álbum         | Sello        | Canciones |
| ---- | ------------- | ------------ | --- |
| 2003 | Catalina Bono | Warner Music | 1. "Si Pudiera" 2. "Quise Amarte" 3. "En Una Hoja de Papel" 4. "Quizás Tu Ya Ni Me Recuerdas" 5. "En Aquel Lago" 6. "Todo Estaba Bien" 7. "Salió Temprano" 8. "Cuando la Campana Deja de Sonar" 9. "Veces en la Vida" 10. "No Dejo de Pensar en Ti" 11. "Llevame Contigo" 12. "What Have I've Done" 13. "Quise Amarte [Versión Soft]" |